# Ecstas Online
Ecstas Online (エクスタス・オンライン Ekusutasu Onrain?) es una serie de novelas ligeras japonesas escritas por Masamune Kuji e ilustradas por Tsukune Hira siendo publicada en Kadokawa Sneaker Bunko de Kadokawa desde el 1 de septiembre de 2016. Una adaptación a manga ilustrada por Oniyazukakashi comenzó a serializarse el 9 de agosto de 2017. 

## Argumento
La historia se centra en Kakeru Domeguri, un chico solitario de la clase más baja de su escuela. Un cierto incidente lo hace reencarnar como el Rey Demonio Hellshaft, que existe dentro de la realidad virtual del juego "Exodia Exodus", aunque él también tiene la habilidad de volver a su forma humana. Ririko Asagiri, una chica de la cual Kakeru está enamorado, también es atrapada en el juego, junto con sus compañeros de clase, quienes juran derrotar a Hellshaft para volver a su mundo. Sin embargo, si Hellshaft muere, las vidas de todos estaran en peligro, así que Kakeru/Hellshaft los enfrentan en batalla.  

## Personajes

### Principales
Kakeru Domeguri (堂巡 駆流 Domeguri Kakeru) / Rey Demonio Hellshaft (魔王ヘルシャフト Maō Herushafuto)
Un chico de la escuela secundaria publica Minamimyojin que después de un incidente fue reencarnado como el Rey Demonio Hellshaft.
Ririko Asagiri (朝霧 凛々子 Asagiri Ririko)
El interés amoroso de Kakeru.
Shūko Aikawa (哀川 愁子 Aikawa Shuuko)
La jefa de Kakeru en su trabajo de medio tiempo en la vida real y la esclava de Hellshaft en el juego.
Non Shizukuishi (雫石 乃音 Shizukuishi Non)
Una chica malhumorada que está interesada en Hellshaft.

### Lado Humano

#### Gremio 2A
Akira Ichinomiya (一之宮 洸 Ichinomiya Akira)
Megu Busujima (毒島 メグ Busujima Megu)
Agewa Miyakoshi (宮越 蝶羽 Miyakoshi Agewa)
Naru Hinazawa (雛沢 菜流 Hinazawa Naru)
Uiko Yūki (悠木 羽衣子 Yuuki Uiko)
Izumi Arisugawa (有栖川 泉 Arisugawa Izumi)
Yushima Leonhart (湯島 レオンハルト Yushima Reonharuto)
Takuya Ōgiya (扇谷 拓也 Ougiya Takuya)
Yushimune Yamada (山田 吉宗 Yamada Yushimune)

### Lado Demonio

#### Ejército del Rey Demonio
Forneus (フォルネウス Foruneusu)
Satanachia (サタナキア Satanakia)
Adra (アドラ Adora)
Grasha (グラシャ Gurasha)

## Media

### Novela ligera
Ecstas Online es una serie de novelas ligeras escritas por Masamune Kuji e ilustradas por Tsukune Hira, el primer volumen fue publicado por Kadokawa Sneaker Bunko de Kadokawa el 1 de septiembre de 2016.

#### Lista de volúmenes
| Núm. | Fecha de publicación    | ISBN                   |
| ---- | ----------------------- | ---------------------- |
| 1    | 1 de septiembre de 2016 | ISBN 978-4-04-104716-3 |
| 2    | 28 de diciembre de 2016 | ISBN 978-4-04-104717-0 |
| 3    | 1 de junio de 2017      | ISBN 978-4-04-105290-7 |
| 4    | 1 de octubre de 2017    | ISBN 978-4-04-105291-4 |
| 5    | 1 de marzo de 2018      | ISBN 978-4-04-106365-1 |

### Manga
Una adaptación a manga ilustrada por Oniyazukakashi comenzó a serializarse el 9 de agosto de 2017.

#### Volúmenes
| Núm. | Fecha de publicación | ISBN                   |
| ---- | -------------------- | ---------------------- |
| 1    | 1 de marzo de 2018   | ISBN 978-4-04-072597-0 |